# Plastia de rotación
La plastia de rotación o plastia rotacional es un tipo de autoinjerto en el que se extrae una porción de una extremidad, mientras que la extremidad restante debajo de la porción afectada se gira y se vuelve a unir. Este procedimiento se utiliza cuando una parte de una extremidad está lesionada o afectada por una enfermedad, como el cáncer.
El procedimiento se usa con más frecuencia para transferir la articulación del tobillo a la articulación de la rodilla después de la extirpación de un tumor óseo femoral distal, como el osteosarcoma. La extremidad se rota porque el tobillo se flexiona en la dirección opuesta a la de la rodilla. El beneficio para el paciente es que tiene una articulación de rodilla en funcionamiento a la que se le puede colocar una prótesis para que pueda correr y saltar.

## Historia
La plastia de rotación fue realizada por primera vez por Borggreve en 1927.[cita requerida] Realizó el procedimiento a un niño de 12 años que padecía tuberculosis. Sin embargo, el procedimiento no fue bien conocido hasta 1950, cuando el ortopedista holandés Cornelis Pieter van Nes (1897–1972) informó los resultados de los procedimientos de plastia de rotación. Se hizo conocido por establecer el procedimiento. Desde entonces, muchos cirujanos han realizado versiones modificadas de la plastia de rotación y han tenido un gran éxito.

## Ventajas y desventajas
En el mismo escenario, la amputación no dejaría una articulación de la rodilla. La plastia de rotación permite el uso de una articulación de rodilla. Además, proporciona una mejor posición para una prótesis. Como resultado, los niños que se han sometido a una plastia de rotación pueden practicar deportes, correr, trepar, etc. La plastia de rotación también es duradera. Por lo general, los pacientes no tienen que someterse a cirugías adicionales a lo largo de su vida. Desafortunadamente, no todos los casos resultan favorables. La plastia de rotación puede ocasionar problemas con el suministro de sangre a la pierna, infección, lesiones nerviosas, problemas con la curación de los huesos y fractura de la pierna. Además, la apariencia de la pierna después de la plastia de rotación puede considerarse inusual.